# Borowina (powiat biłgorajski)
Borowina – wieś w Polsce położona w województwie lubelskim, w powiecie biłgorajskim, w gminie Józefów.
Wieś leży przy północnej granicy siedziby gminy – miasta Józefów. Zabudowania są rozciągnięte na przestrzeni około 1 km, wzdłuż drogi biegnącej z Józefowa (w mieście jest to ulica Leśna) do drogi wojewódzkiej nr 849. Miejscowość jest otoczona przez lasy Puszczy Solskiej.
Wieś jest sołectwem w gminie Józefów. Według Narodowego Spisu Powszechnego z roku 2011 wieś liczyła 226 mieszkańców i była siódmą co do liczby ludności miejscowością gminy.
Wierni Kościoła rzymskokatolickiego należą do parafii Niepokalanego Poczęcia Najświętszej Maryi Panny w Józefowie.

## Historia
Borowina należała do Ordynacji Zamojskiej. W 1867 została włączona do powiatu zamojskiego i gminy Krasnobród. W 1933 roku wraz z wsią Morgi utworzyła wspólną gromadę o nazwie Borowina-Morgi w gminie Krasnobród. Od 1954 w powiecie biłgorajskim w gromadzie Józefów, a od 1 stycznia 1973 w gminie Józefów. W latach 1975–1998 miejscowość należała administracyjnie do województwa zamojskiego.